# Xã Upper Providence, Quận Montgomery, Pennsylvania
Xã Upper Providence (tiếng Anh: Upper Providence Township) là một xã thuộc quận Montgomery, tiểu bang Pennsylvania, Hoa Kỳ. Năm 2010, dân số của xã này là 21.219 người.